# Joseph Vézina

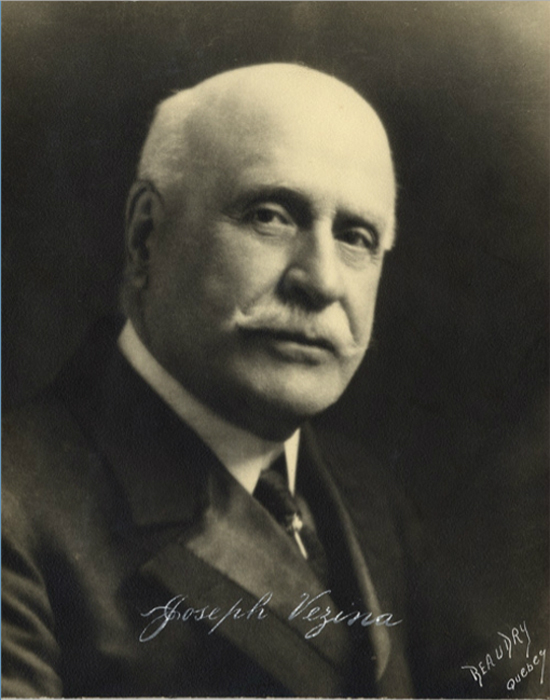
Joseph Vézina

(François) Joseph Vézina (Quebec, 9 juni 1849 – aldaar, 5 oktober 1924) was een Canadees componist, muziekpedagoog, dirigent, organist, koorleider, eufoniumspeler en muziekuitgever.

## Levensloop
Zijn basisopleiding deed hij aan de École St-Jean-Baptiste en de Séminaire de Québec. Instrumentale opleiding kreeg hij bij zijn vader François en zes maanden studie in harmonie bij Calixa Lavallée deed hij, maar anders is hij vrijwel autodidact.
In 1866 ging hij aan het Collège militaire de Québec en speelde vanaf 1867 het bariton/eufonium in het 9e bataillon des Voltigeurs de Québec. Deze band heeft hij gedirigeerd van 1869 tot 1879. Van 1879 tot 1880 was hij dirigent van de Batterie «B» de l'Artillerie royale canadienne en van 1881 tot 1886 van de Batterie «A» de l'Artillerie royale canadienne om aansluitend weer de leiding van de voormalige kapel tot 1919 te overnemen.
In 1876 was hij medeoprichter en dirigent van de Harmonie de Notre-Dame de Beauport. Eveneens dirigeerde hij de Harmonie de Montmorency en het Corps de musique du séminaire de Québec van 1879 tot 1924.
Op 24 juni 1880 dirigeerde hij de historische uitvoering van O Canada, dat hij aan het werk Mosaïque sur des airs populaires canadiens toegevoegd had, met rond 100 muzikanten uit Quebec, Beauport en Fall River, Massachusetts. Als de Hertog van York in 1901 een bezoek aan Quebec deed, dirigeerde Vézina 250 muzikanten en 1000 koorleden.
Ter gelegenheid van het 50 jaar jubileum van de Laval Universiteit in Quebec dirigeerde hij een 300 leden koor in twee uitvoeringen van het oratorium Le Paradis perdu van Théodore Dubois. Dit evenement beïnvloedde J.-Alexandre Gilbert en Arthur Lavigne in 1903 tot de oprichting van de Société symphonique de Québec (Orchestre symphonique de Québec), een symfonieorkest, dat door Vézina werd gedirigeerd tot zijn overlijden.
In 1908 organiseerde hij de eerste Manifestations musicales du tricentenaire de Québec, een concours voor harmonieorkesten.
Hij was ook organist van 1896 tot 1912 aan de Église Saint-Patrice en van 1912 tot 1924 koorleider aan de Basilique de Québec.
In 1922 werd hij docent voor harmonie aan de École de musique de l'Université Laval tot 1924. Van 1914 tot 1915 was hij president van de Académie de musique du Québec. Verder was hij van 1916 tot 1924 leraar aan het seminar aan de Académie commerciale en van 1917 tot 1924 aan het Collège Jésus-Marie de Sillery.
Hij schreef verschillende werken voor symfonie- en harmonieorkest, koren en kamermuziek. Gedeeltelijk werden deze werken in zijn eigen muziekuitgave gepubliceerd.

## Composities

### Werken voor orkest
- 1880 Mosaïque sur des airs populaires canadiens
- 1881 Estrella Valse
- 1882 Souffle parfumé
- 1882 Ton sourire
- 1883 La Brise «The Quebec Yacht Club Waltz»
- 1887 Le Jubilé de la Reine
- 1889 Le Lys blanc
- 1891 Conversazione
- 1901 Souvenir d'amour

### Werken voor harmonieorkest
- 1870 The Canadian Rifles Waltzes
- 1877 Pot-pourri sur des mélodies canadiennes
- 1878 La Canadienne
- 1879 Le Voltigeur de Québec
- 1879 Frontenac
- 1880 Mosaïque sur des airs populaires canadiens
- 1882 Le Galant artilleur, ouverture
- 1882 Souffle parfumé
- 1882 Ton sourire
- 1883 Fantaisie caractéristique
- 1883 Grande valse de concert, voor cornet solo en harmonieorkest
- 1887 Hymne à l'Union commerciale, voor gemengd koor, orgel en harmonieorkest - tekst: P. Lemay
- 1887 Le Jubilé de la Reine
- 1889 De Calgary à MacLeod
- 1898 Vive Champlain
- 1901 Souvenir d'amour
- 1905 Friskarina, ouverture

### Muziektheater

#### Opera's
| Voltooid in | titel           | aktes       | première                            | libretto                                                               |
| ----------- | --------------- | ----------- | ----------------------------------- | ---------------------------------------------------------------------- |
| 1906        | Le Lauréat      |             | 1906                                | F.-G. Marchand                                                         |
| 1910        | Le Rajah        | 2 bedrijven |                                     | B. Michaud                                                             |
| 1912        | Le Fétiche      | 2 bedrijven |                                     | A. Villandray, A. Plante, naar het gedicht Louis Fleur van A. Langlais |
| 1912        | L'Événement     |             | er bestaat uitsluitend een libretto |                                                                        |
|             | La Grosse gerbe |             |                                     |                                                                        |